# Барбазан (коммуна)
Барбаза́н (фр. Barbazan, окс. Barbasan) — коммуна во Франции, находится в регионе Юг — Пиренеи. Департамент — Верхняя Гаронна. Административный центр кантона Барбазан. Округ коммуны — Сен-Годенс.
Код INSEE коммуны — 31045.

## География

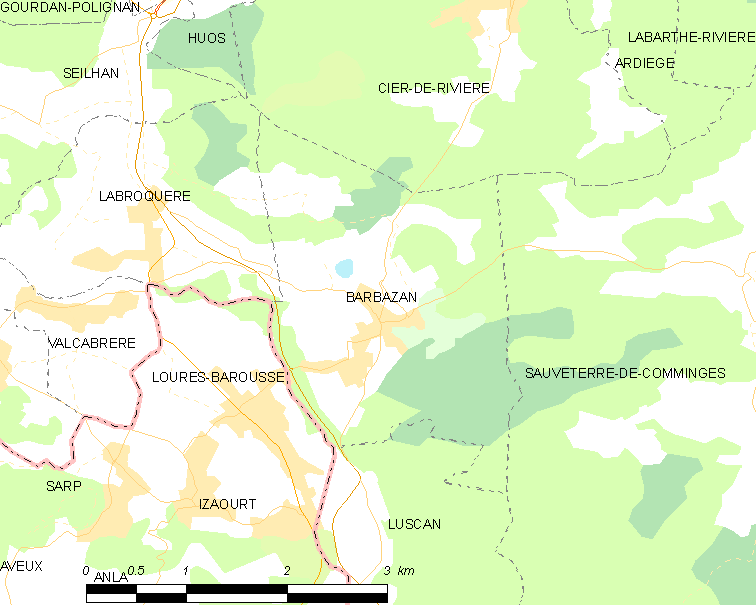
Карта коммуны

Коммуна расположена приблизительно в 660 км к югу от Парижа, в 95 км к юго-западу от Тулузы.
На юго-западе коммуны протекает река Гаронна.

## Климат
Климат умеренно-океанический. Зима мягкая и снежная, весна характеризуется сильными дождями и грозами, лето сухое и жаркое, осень солнечная. Преобладают сильные юго-восточные и северо-западные ветры.

## Население
Население коммуны на 2010 год составляло 447 человек.
| 1962 | 1968 | 1975 | 1982 | 1990 | 1999 | 2010 |
| ---- | ---- | ---- | ---- | ---- | ---- | ---- |
| 525  | 516  | 406  | 386  | 351  | 381  | 447  |

## Администрация
| Период | Период | Фамилия        | Партия | Примечания |
| ------ | ------ | -------------- | ------ | ---------- |
| 1947   | 1957   | Пьер Пюжоль    |        |            |
| 1957   | 1960   | Жак Воллан     |        |            |
| 1960   | 1972   | Поль Бертран   |        |            |
| 1972   | 1977   | Анри Фонтаньер |        |            |
| 1977   | 1985   | Жорж Гишар     |        |            |
| 1985   | 1989   | Жан Серни      |        |            |
| 1989   | 2014   | Анри Гали      |        |            |
| 2014   | 2020   | Мишель Страдер |        |            |

## Экономика
В 2010 году среди 240 человек трудоспособного возраста (15—64 лет) 179 были экономически активными, 61 — неактивными (показатель активности — 74,6 %, в 1999 году было 72,8 %). Из 179 активных жителей работали 158 человек (81 мужчина и 77 женщин), безработных было 21 (10 мужчин и 11 женщин). Среди 61 неактивных 15 человек были учениками или студентами, 29 — пенсионерами, 17 были неактивными по другим причинам.

## Достопримечательности
- Замок Барбазан (1544 год). Исторический памятник с 1947 года[4]
- Церковь Св. Михаила
- Руины галло-римских терм